# Salmophasia untrahi
Salmophasia untrahi és una espècie de peix cipriniforme de la família dels ciprínids.